# Уелингбъроу (община)
Община „Уелингбъроу“ (на английски: Wellingborough) е една от седемте административни единици в област (графство) Нортхамптъншър, регион Ийст Мидландс, Англия. Носи името на град Уелингбъроу, който е административен и стопански център.
Населението на общината към 2008 година е 76 400 жители разпределени в множество селища на площ от 163.0 квадратни километра.

## География
Община „Уелингбъроу“ е разположена в средната югоизточна част на графство Нортхамптъншър по границата с област Бедфордшър.
Градове и по-големи селища на територията на общината:
| град        | на английски   | население |
| ----------- | -------------- | --------- |
| Уелингбъроу | Wellingborough | 53 000    |
| Ърлс Бартън | Earls Barton   | 5353      |
| Ирчестър    | Irchester      | 4807      |
| Финедън     | Finedon        | 4188      |
| Уолъстън    | Wollaston      | 3600      |

## Демография
Разпределение на населението по религиозна принадлежност към 2001 година:
| религия          | на английски        | брой жители |
| ---------------- | ------------------- | ----------- |
| Християни        | Christian           | 49 452      |
| Будисти          | Buddhist            | 271         |
| Хиндуисти        | Hindu               | 2427        |
| Евреи            | Jewish              | 51          |
| Мюсюлмани        | Muslim              | 670         |
| Сикхи            | Sikh                | 94          |
| Други            | Other               | 192         |
| Атеисти          | No religion         | 13 332      |
| Запазена в тайна | Religion not stated | 6030        |